# Gressitt Glacier
Gressitt Glacier är en glaciär i Antarktis. Den ligger i Östantarktis. Nya Zeeland gör anspråk på området. Gressitt Glacier ligger 835 meter över havet.
Terrängen runt Gressitt Glacier är lite kuperad. Trakten är obefolkad. Det finns inga samhällen i närheten.